# Sumatraanse reiger
De Sumatraanse reiger (Ardea sumatrana) is een vogel uit de familie van de reigers.

## Verspreiding en leefgebied
Het verspreidingsgebied van deze vogel strekt zich uit van Zuidoost-Azië tot Nieuw-Guinea en Australië. De leefgebieden bevinden zich grotendeels langs de kust, zoals op eilanden, koraalriffen, in mangroves en nabij grote rivieren. Een enkele keer kan hij ook in het binnenland aangetroffen worden in ondiepe vijvers.

## Kenmerken
De Sumatraanse reiger is met zijn 115 cm groter dan de purperreiger, waar hij uiterlijk veel van weg heeft. Het verenkleed is grotendeels donkergrijs.

## Status
De grootte van de populatie is in 2006 geschat op 12.000 tot 73.000 volwassen vogels. Op de Rode lijst van de IUCN heeft deze soort de status niet bedreigd.